# 99 Levels to Hell
99 Levels to Hell (tạm dịch: 99 tầng địa ngục) là một trò chơi máy tính thuộc thể loại hành động roguelike sidescroller được tạo ra bởi ZaxisGames. Game có 100 màn chơi được tạo ra một cách ngẫu nhiên và chúng được chia thành 10 phần của từng 10 màn. Nếu chết trong một khúc thì game sẽ gửi người chơi trở lại khu vực ban đầu chứ không phải là sự khởi đầu của toàn bộ trò chơi. Trong game, người chơi sẽ vào vai một phù thủy và bắt đầu với một khẩu shotgun cho đến khi có thể tìm thấy các loại vũ khí tốt hơn như súng laser hay ma thuật.

## Đón nhận
James Cunningham của HardcoreGamer.com đánh giá game số điểm 4/5 nói rằng, "99 Levels to Hell là một niềm vui và đẫm máu sâu tận đáy lòng được nạp mang giá trị có thể chơi lại và gần như không thể ngừng được cho đến khi nhà thám hiểm đáng thương đã mất đi giọt máu cuối cùng của mình."